# George Banker
George Banker (ur. 8 sierpnia 1874 w Pittsburghu  – zm. 1 grudnia 1917 tamże) – amerykański kolarz torowy, dwukrotny medalista mistrzostw świata.

## Kariera
Największy sukces w karierze George Banker osiągnął w 1898 roku, kiedy zdobył złoty medal w sprincie indywidualnym zawodowców podczas mistrzostw świata w Wiedniu. W zawodach tych bezpośrednio wyprzedził Niemca Franza Verheyena oraz Francuza Edmonda Jacquelina. Został tym samym pierwszym amerykańskim kolarzem, który został mistrzem świata w tej konkurencji. Na rozgrywanych trzy lata wcześniej mistrzostwach świata w Kolonii zajął drugie miejsce, ulegając jedynie Belgowi Robertowi Protinowi. Ponadto w 1894 roku wygrał Grand Prix Paryża, a w 1895 roku Grand Prix de l´UVF. Nigdy nie wystąpił na igrzyskach olimpijskich.